# Axel Florin
Axel Hjalmar Florin, född 23 maj 1907 i Sunnemo församling i Värmland, död 18 juni 1993 i Munkfors, var en svensk konstnär. 
Axel Florin arbetade som bruksarbetare på Munkfors bruk och började under denna tid skulptera i stålull och senare i lera. Hans skulpturer uppmärksammades av Carl Eldh och med dennes hjälp kunde Florin studera vid Slöjdföreningens skola i Göteborg 1945. Han studerade även för Sixten Nilsson i Karlstad och medverkade i samlingsutställningar på Värmlands Museum, Liljevalchs konsthall samt i Konstfrämjandet.
Florin har utfört offentliga utsmyckningar i Munkfors, Uddeholm och Hagfors. Bland hans porträtt märks det av konstnärskamraten Per Tellander som han skapade 1951.
Florin finns representerad vid Värmlands Museum och Värmlands läns landsting.